# Vitória, Anatólia e Audax
Vitória, Anatólia e Audax são três jovens, duas moças e um rapaz, venerados como mártires e santos pela Igreja Católica e pela Igreja Ortodoxa. Vitória e Anatólia são mencionadas no Martirológio Romano (sem Audax) na data de 10 de julho. Anatólia foi mencionada pela primeira vez na "De Laude Sanctorum", composta em 396 por Vitrício, bispo de Ruão (330-409). Ela e Vitória aparecem juntas no "Martyrologium Hieronymianum" na data de 10 de julho. Vitória é mencionada também, sozinha, em 19 de dezembro. As duas aparecem em mosaicos na Basílica de Sant'Apollinare Nuovo, em Ravena, entre as santas Paulina e Cristina. Uma "Passio SS. Anatoliae et Audacis et S. Victoriae", do século VI, que acrescentou o nome de Audax, foi mencionada por Adelmo (m. 709) e Beda (m. 735), que listaram as três em seus martirológios. César Barônio lista Anatólia e Audax em 9 de julho e Vitória, em 23 de dezembro.

## Lenda
A lenda dos três santos conta que, na época do imperador romano Décio, Anatólia e Vitória eram irmãs cujo casamento fora arranjado com dois nobres romanos pagãos. Elas resistiram e seus pretendentes as denunciaram como sendo cristãs, recebendo por isso a permissão para aprisioná-las em suas propriedades até elas se convencessem a renunciar às suas crenças. 
O noivo de Anatólia, Tito Aurélio, desistiu e devolveu-a às autoridades. O de Vitória, Eugênio, perseverou, mas acabou também devolvendo-a.
A lenda conta que Vitória foi esfaqueada no coração em 250 em Trebula Mutuesca (Monteleone Sabino). Um floreio de sua hagiografia afirma que o assassino imediatamente foi acometido de lepra e morreu seis dias depois.
Anatólia foi assassinada no mesmo ano em "Thora" (identificada como a moderna Sant'Anatolia di Borgorose). A lenda conta que ela foi primeiro trancada num quarto com cobras venensas e, quando elas se recusavam a picá-la, um soldado chamado Audax foi enviado para matá-la. As cobras o atacaram, mas Anatólia o salvou das picadas. Impressionado pelo exemplo, ele se converteu e foi martirizado pela espada junto com ela.

## Popularização do culto
Depois da translação de suas relíquias, o culto dos três se espalhou pela Itália. O corpo de Santa Vitória foi transferido, em 827, pelo abade Pedro de Farfa de Piceno para monte Matenanano por causa das invasões árabes. A cidade de Santa Vittoria in Matenano é uma homenagem a ela. Ratfredo, o próximo abade de Farfa, levou o corpo da santa para a abadia em 20 de junho de 931.
Os corpos de Anatólia e Audax foram trasladados pelo abade Leão para Subiaco por volta de 950. Em data desconhecida, uma escápula de Anatólia foi transladada para a moderna Sant'Anatolia di Borgorose e um braço, para a moderna cidade de Esanatoglia.
Os corpos de Anatólia e Audax ainda descansam em Subiaco, na basílica de Santa Escolástica, sob o altar do Santíssimo. Atualmente o corpo de Santa Vitória está abrigado num altar em Santa Maria della Vittoria, em Roma.